# Arenaria libanotica
Arenaria libanotica är en nejlikväxtart som beskrevs av Ky. Arenaria libanotica ingår i släktet narvar, och familjen nejlikväxter. Inga underarter finns listade i Catalogue of Life.